# Tudorkrone

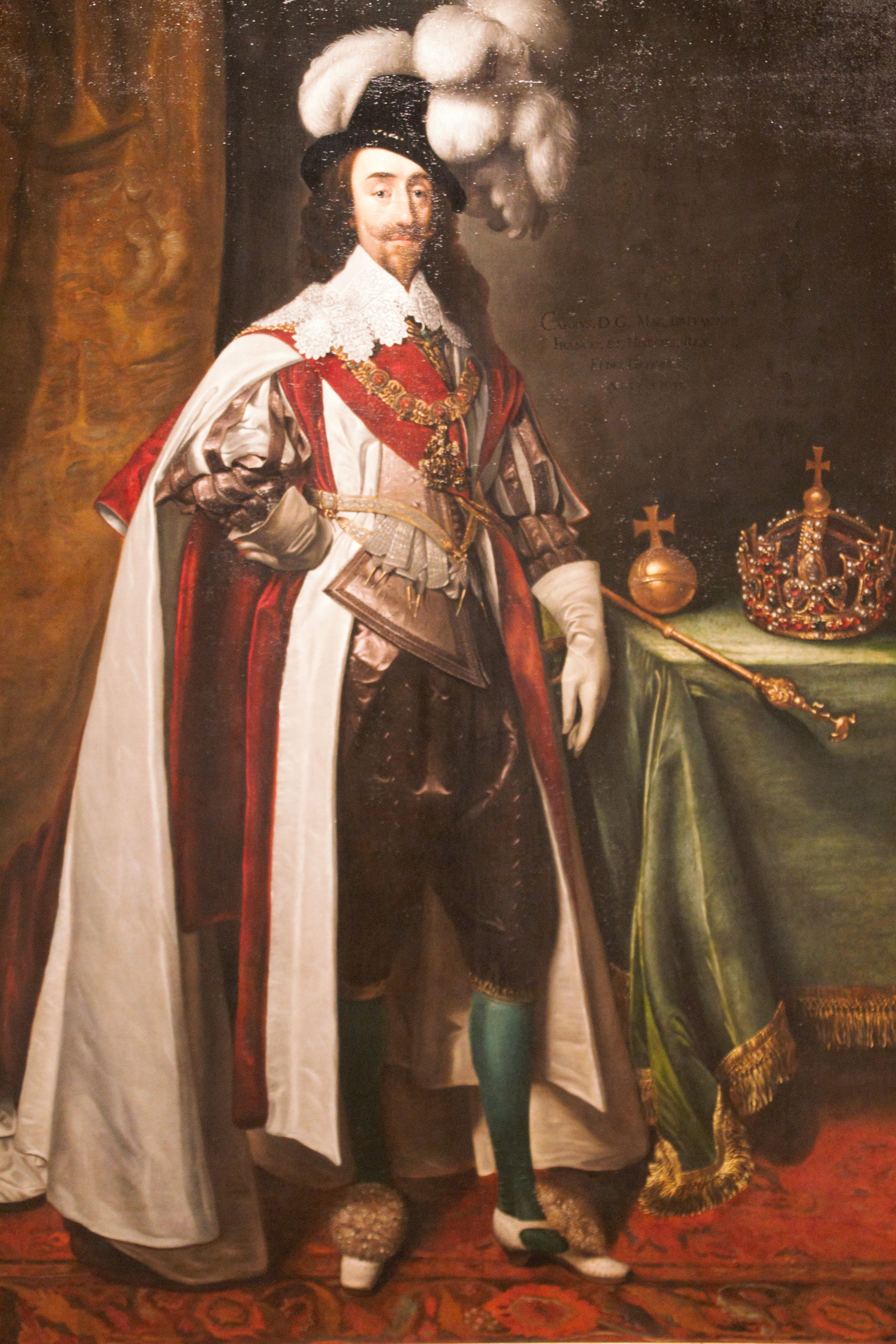
Dieses Gemälde aus dem Jahr 1633 zeigt König Karl I. und rechts im Bild die Tudorkrone.

Die Tudorkrone (englisch Tudor Crown) war im 16. und 17. Jahrhundert die englische Königskrone. Von 1902 bis 1953 und wiederum seit 2022 wird eine stilisierte Abbildung der Tudorkrone als offizielles Emblem verwendet, um „die Krone“, d. h. die königliche Autorität des britischen Monarchen zu symbolisieren.

## Beschreibung und Verbleib
Das Herstellungsdatum der Tudorkrone ist unbekannt, aber sie wurde wahrscheinlich von König Heinrich VII. oder seinem Sohn und Nachfolger König Heinrich VIII. in Auftrag gegeben. Beide stammten aus dem Haus Tudor, nach dem die Krone benannt ist. Erstmals schriftlich belegt ist die Krone 1521 in einem Inventar der Kronjuwelen Heinrichs VIII., wo sie als die „goldene Krone des Königs“ bezeichnet wird.
Die Krone war aufwändiger gefertigt als ihr mittelalterlicher Vorgänger. Sie war mit zwei Bügeln überwölbt, hatte fünf Tatzenkreuze und fünf Lilien und war mit Smaragden, Saphiren, Rubinen, Perlen, Diamanten und dem „Rubin des Schwarzen Prinzen“ (einem großen Spinell) verziert. Die mittleren Blütenblätter der Lilie enthielten Bilder von Christus, der Jungfrau Maria und dem heiligen Georg, um Heinrich VIII. seine Position als Oberhaupt der neuen Church of England zu sichern. Sie ähnelte in ihrer Pracht der Kaiserkrone des Heiligen Römischen Reiches und unterstrich den Anspruch der Tudordynastie auf einen gleichen Rang wie der römisch-deutsche Kaiser.
Nach dem Ende der Tudor-Dynastie verwendeten auch die Könige Jakob I. und Karl I. aus dem Haus Stuart die Tudorkrone. Nach der Abschaffung der Monarchie und der Hinrichtung Karls I. im Jahr 1649 ließ Oliver Cromwell die Tudor-Krone zerlegen und ihre wertvollen Komponenten für 1100 Pfund verkaufen. Laut einem Inventar, das für den Verkauf der Inventarien des Königs erstellt wurde, wog die Krone damals 7 lb 6 oz (ca. 3,3 kg). Der „Rubin des Schwarzen Prinzen“ konnte nach der Restauration der Monarchie unter König Karl II. zurückerlangt werden und ist heute Teil der Imperial State Crown.
2012 wurde, basierend auf der Forschung der Historic Royal Palaces, vom Kronjuwelier Harry Collins eine authentische Nachbildung der Tudorkrone hergestellt. Diese ist in der Royal Chapel im Hampton Court Palace ausgestellt.

Heraldische Darstellung der Tudorkrone

## Die Tudorkrone als heraldisches Symbol
Die stilisierte Darstellung einer Krone ist in der britischen Heraldik weit verbreitet. Hierzu wurden über lange Zeit verschiedene Kronensymbole verwendet. 1902 wurde auf Wunsch von König Eduard VII. ein spezifisches Tudorkronen-Design standardisiert. Dieses Emblem wird neben Tudor Crown auch King’s Crown oder Imperial Crown genannt und wurde fortan als offizielles Emblem in Wappen, Abzeichen, Logos und verschiedenen anderen Insignien im Vereinigten Königreich, im British Empire und im Commonwealth verwendet, um „die Krone“ d. h. die königliche Autorität des britischen Monarchen zu symbolisieren.
Nachdem Königin Elizabeth II. 1952 gekrönt worden war, verfügte sie, den Entwurf durch eine stilisierte Darstellung der Edwardskrone zu ersetzen, die sie bei ihrer Krönung getragen hatte. Viele, wenn auch nicht alle abgeleiteten Designs auf der ganzen Welt wurden entsprechend aktualisiert. Ihr Nachfolger König Charles III. kehrte 2022 zur Tudorkrone zurück.

Die Tudorkrone im Badge des Hauses Windsor (bis 1953 und ab 2022)
Die Edwardskrone im Badge des Hauses Windsor (1953 bis 2022)